# Edward Mellanby

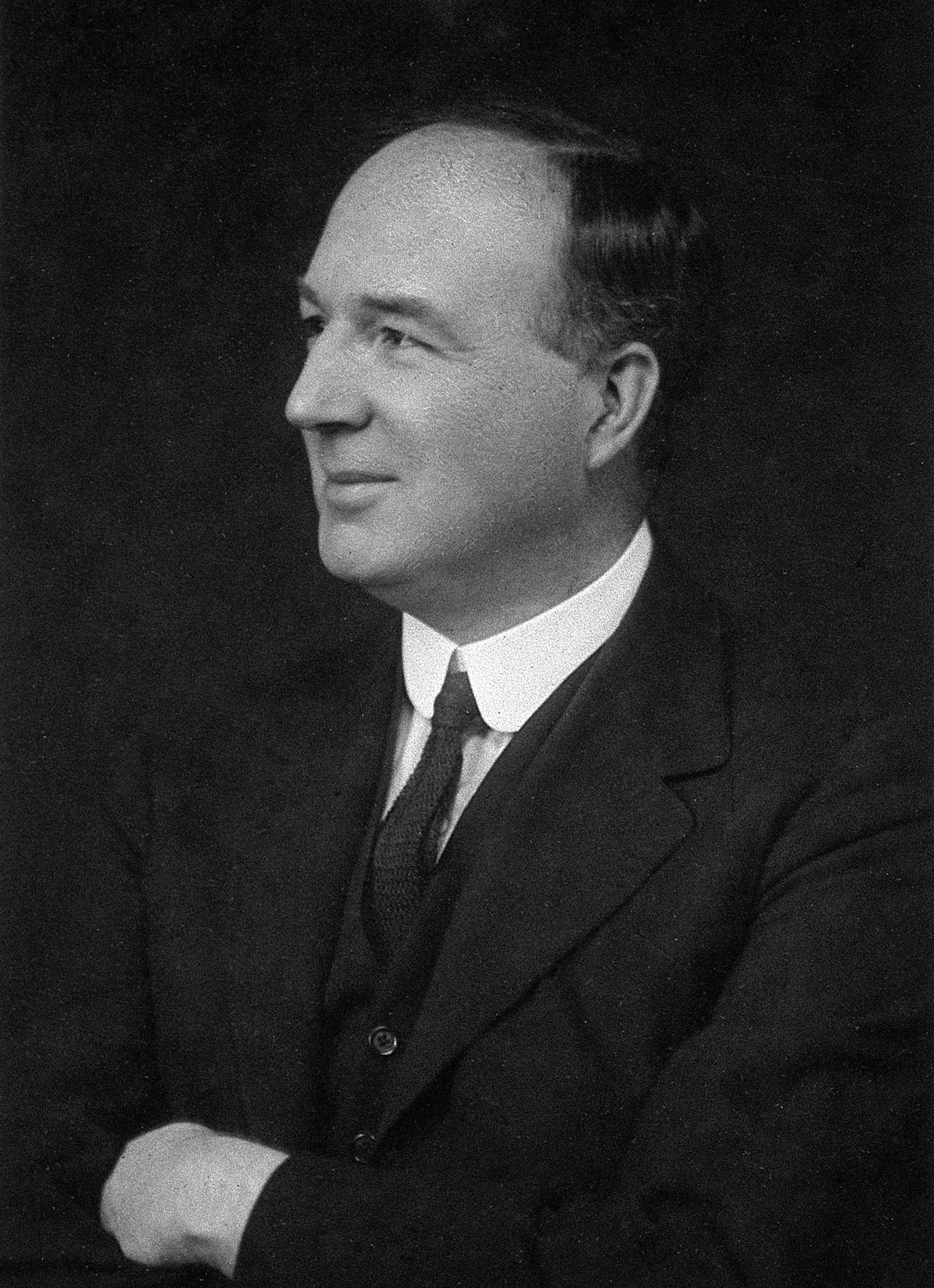
Edward Mellanby (1947)

Sir Edward Mellanby (* 8. April 1884 in West Hartlepool; † 30. Januar 1955) war ein britischer Mediziner und Ernährungswissenschaftler.

## Leben
Edward Mellanby, der Sohn des Besitzers einer Schiffswerft, studierte Medizin an der Universität Cambridge (Emmanuel College) und am St. Thomas Hospital in London mit der Promotion (M.D.) 1913. Danach war er Lecturer am King’s College for Women in London und befasste sich unter anderem mit der Blutalkoholkonzentration im Blut. 1920 wurde er Professor für Pharmakologie an der University of Sheffield. Außerdem war er beratender Arzt an der Royal Infirmary in Sheffield. Von 1933 bis 1949 war er Sekretär des Medical Research Council, setzte aber seine Forschung an Wochenenden fort.
Während seiner Zeit in London untersuchte er 1918 die Ursachen von Rachitis und fand durch Experimente an Hunden, die er mit Getreidebrei fütterte, dass dieses durch einen Ernährungsmangel ausgelöst wird und durch Gabe von Lebertran wieder beseitigt wurde. Er machte den Mangel eines fettlöslichen Vitamins als Ursache aus, später als Vitamin D identifiziert.
Er forschte auch über die negativen Auswirkungen von Phytinsäure in der Nahrung. Er zeigte, dass diese Rachitis aufgrund ihrer Komplex-bildenden Wirkung bei einer einseitigen Ernährung verursachen kann (durch Bindung des Calciums). Im Zweiten Weltkrieg war er Ernährungsberater beim Kriegskabinett.
1925 wurde er „Fellow“ der Royal Society, deren Royal Medal er 1932 erhielt und deren Buchanan Medal 1947. Im Jahre 1926 wurde er zum Mitglied der Deutschen Akademie der Naturforscher Leopoldina gewählt. Er hielt 1943 die Croonian Lecture der Royal Society. 1932 erhielt er den Cameron Prize der Universität Edinburgh. 1937 wurde er geadelt (KCB) und 1948 GBE.
1914 heiratete er May Mellanby, geborene Tweedy (1882–1978), ebenfalls eine Ernährungswissenschaftlerin.

## Schriften
- Nutrition and Disease – the Interaction of Clinical and Experimental Work, Edinburgh, London: Oliver and Boyd, 1934